# Святые России
«Святые России» — книжная серия, выпускаемая Фондом социально-культурных инициатив и издательством «Лето» (Москва) в рамках одноимённого некоммерческого просветительского проекта. Книги серии «Святые России» выпускаются не для продажи, а распространяются по библиотекам страны.
Каждый том серии «Святые России» включает в себя научно-популярные статьи и каталоги иллюстраций. В рамках проекта проводятся исторические, археологические, филологические и искусствоведческие исследования. Многие иллюстрации представляют предметы искусства, доступ к которым широкой публике ограничен или невозможен. В проекте принимают участие десятки музеев и организаций.
В 2021 году серия книг «Святые России» была удостоена главного приза XVI открытого конкурса изданий «Просвещение через книгу».
Формат изданий: 220 × 290 мм (60×90/8) (крупный)
На июль 2023 года выпущены семь книг.

## Книги серии
- Преподобный Сергий Радонежский: Образ простоты, правды, святости. Иконография XV — начала XX века / В. Лукьянова, Т. Н. Шитова. — М.: Фонд социально-культурных инициатив, «Лето», Сергиево-Посадский музей-заповедник, 2014. — 432 с. — (Святые России). — 2000 экз. — ISBN 978-5-94509-057-6.

Каталог произведений изобразительного и декоративно-прикладного искусства, посвящённых преподобному Сергию Радонежскому. Хронологическое развитие образа и особенности представления в каждом периоде.
- «Российския державы славо и ограждение». Преподобный Серафим Саровский в историко-культурном и художественном наследии России / Н. Н. Чугреева. — М.: Фонд социально-культурных инициатив, «Лето», 2015. — 464 с. — (Святые России). — 1500 экз. — ISBN 978-5-94509-058-3.

Биография, иконография, автографы и наследие святого Серафима Саровского. История и культура Саровского и Серафимо-Дивеевского монастырей.
- «Державы русския просветители». Равноапостольные князь Владимир и княгиня Ольга: Исторический выбор России / Ж. Г. Белик. — М.: Фонд социально-культурных инициатив, «Лето», 2019. — 576 с. — (Святые России). — 1000 экз. — ISBN 978-5-94509-099-6.

Реконструкции биографий, агиографии, гимнографии и иконографии князя Владимира и княгини Ольги. Исторические очерки — зарождение российской государственности, распространение христианства.
- «Сияще светильник учения его...» Преподобный Иосиф Волоцкий в русской духовной культуре / Я. Э. Зеленина. — М.: Фонд социально-культурных инициатив, «Лето», Иосифо-Волоцкий ставропигиальный мужской монастырь, 2019. — 512 с. — (Святые России). — 1000 экз. — ISBN 978-5-94509-088-0.

Агиография и иконография преподобного Иосифа Волоцкого. Первый обобщённый каталог иллюстраций, посвящённых преподобному Иосифу Волоцкому и Иосифо-Волоцкому монастырю. История возрождения Иосифо-Волоцкой обители.
- «Вся жизнь - в стремлении к святости и правде». Праведный Иоанн Кронштадтский: Пастырь Нового времени и его наследие / Г. М. Запальский. — М.: Фонд социально-культурных инициатив, «Лето», 2020. — 592 с. — (Святые России). — 1000 экз. — ISBN 978-5-94509-098-9.

Биография и литературное наследие праведного Иоанна Кронштадтского. Взаимодействия праведного с разными группами современников. Анализ текстов и дневника Иоанна Кронштадтского.
- Благоверный великий князь Александр Невский: Блистая славою на земле и на Небесах / Ж. Г. Белик. — М.: Фонд социально-культурных инициатив, «Лето», 2021. — 672 с. — (Святые России). — 1000 экз. — ISBN 978-5-94509-090-3.

Биография князя Александра Невского, история развития почитания. Иконы, монументальная живопись, книжная миниатюра, произведения декоративно-прикладного искусства. Миниатюры Лицевого летописного свода 1560—1570-х годов.

## Авторы и научные редакторы
- Абраменко Н. М., канд. искусствоведения, МГХПА им. С. Г. Строганова
- Алексеев А. И.
- Алёхина Л. И., канд.фил.н., Музей Андрея Рублёва
- Балакшина Ю. В., д-р фил.н., РГПУ им. А. И. Герцена
- Белик Ж. Г., эксперт МК РФ, Музей Андрея Рублёва
- Белова Ю. С., акад. РАХ
- Большакова С. Е.
- Воронцова Л. М., Сергиево-Посадский музей-заповедник
- Гурин Ю. В.
- Давыдова Е. В., к.и.н., Музей Андрея Рублёва
- Духанина А. В. канд.фил.н., ИРИ РАН
- Есеева О. В., к.и.н., СФУ им. М. В. Ломоносова
- Зайцева Л. Е.
- Зеленина Я. Э., канд. искусствоведения, ГИМ
- Зимина Н. П.
- Игнатова М. С.
- Карпов А. Ю., писатель
- Киценко Н. Б., PhD, проф. (США)
- Комашко Н. И., эксперт МК РФ, Музей Андрея Рублёва
- Лукашевич А. А., канд.ист. н., ВГУ имени П. М. Машерова
- Милютенко Н. И., канд.фил.н., СпГУ
- Николаева С. В.
- Поздеева И. В., д.и.н., проф. МГУ
- Попов Г. В.
- Преображенский С. А., канд. искусствоведения, МГУ им. М. В. Ломоносова
- Романенко Е. В., к.и.н.
- Савельев Ю. Р., акад. РАХ
- Санакина Т. А., к.и.н.
- Соколов Р. А., д.и.н., проф. РГПУ им. А. И. Герцена
- Степашкин В. А., писатель
- Фирсов С. Л., д.и.н., проф. СПбГУ
- Франков К. А.
- Черкашина Г. П., Сергиево-Посадский музей-заповедник
- Чугреева Н. Н., Музей Андрея Рублёва
- Шевченко Э. В.,
- Шитова Л. А., реставратор, МАРХИ
- Шитова Т. Н.
- Шкаровский М. В., д.и.н., СПбГИК

- епископ Силуан (Никитин), ректор СПбДА
- протоиерей Георгий Бреев
- протоиерей Павел Хондзинский, доктор богословия, декан богословского факультета ПСТГУ
- протоиерей Геннадий Беловолов
- протоиерей Николай Беляев, к.ф.м.н.
- инокиня Аркадия (Ковина)

## Мероприятия

### Презентации
- Презентация и лекция по материалам книги «Преподобный Серафим Саровский» состоялась в галерее Ильи Глазунова (2021)[2]
- Круглый стол и презентация книги «Преподобный Иосиф Волоцкий» с участием наместника Иосифо-Волоцкого монастыря архимандрита Сергия (Воронкова) состоялись в Московской Духовной академии (2021)[3]
- Книга «Благоверный великий князь Александр Невский» представлена на международном книжном фестивале «Красная площадь-2021»[4]
- Серия книг «Святые России» на Московской книжной ярмарке-2020

### Конференции
- Книга «Благоверный великий князь Александр Невский» представлена в Историческом музее на международном форуме «История для будущего. Александр Невский». Организаторы: Российское военно-историческое общество, Исторический музей и Российский фонд культуры. (2021)[5].
- В МИА «Россия сегодня» состоялась пресс-конференция «Александр Невский: история и современность в литературе», посвящённая выходу книги «Благоверный великий князь Александр Невский» (2021)[6]. В конференции приняли участие митрополит Калужский и Боровский Климент, генеральный директор Фонда CКИ С. Смирнов, руководитель книжного проекта «Святые России» Д. Вдовых, писатель В. Малягин.
- Книга «Благоверный великий князь Александр Невский» представлена в рамках МНК «Александр Невский. Личность, эпоха, историческая память. К 800-летию со дня рождения». Организаторы: Российское Историческое общество, Институт Российской истории РАН, Институт археологии РАН. (2021)[7]

### Конкурсы
- Конкурс студенческих исследовательских работ РГУ им. С.Есенина[8][9]

### Мероприятия в библиотеках
- Выставка о подвижничестве в Российской национальной библиотеке. «Без духовной жизни нет подвига» — 100 изданий из фондов РНБ. (2021)
- Библиотека РГПУ им. А. И. Герцена получила в дар книги серии «Святые России»(2021)
- Серия книг «Святые России» — в дар библиотекам Рязани. (2020)
- Подведение итогов конкурса к 800-летию Александра Невского. Вручение книг серии «Святые России» библиотеке РГУ имени С. А. Есенина (2020)
- Подарки Крымской РУНБ им. И. Я. Франко. (2017)
- Центральной библиотеке Крыма передана в дар серия книжных изданий
- Альбом «Преподобный Серафим Саровский» в ЦГБ им. В.Маяковского города Саров (2015)

### Мероприятия для детей
- Мастер-класс по истории Руси «Сказ о Князе Владимире и Княгине Ольге» по материалам книги «Равноапостольные князь Владимир и княгиня Ольга» прошёл в рамках VI Всероссийского фестиваля детской книги в РГДБ (2019)

## Информация в СМИ

### Новости
- Иконам Великого князя посвятили энциклопедию РИА «Победа РФ» (Музей Победы), 05.06.2021
- Ученые представили свыше сотни редких икон Александра Невского. РИА Новости, 04.06.2021
- Эксперты усмотрели сходство геополитических интересов России с XIII веком. РИА Новости, 04.06.2021
- Е. Яковлева. Новая книга об Александре Невском вышла к 800-летию князя. «Российская газета», 3.06.2021

### Обзоры, отклики, рецензии
- И. Плугатарёв. Полководец на Западе, дипломат на Востоке. Независимое военное обозрение (Независимая газета), 29.07.2021
- С. Арутюнов. Между книгой и иконой. Правчтение. 13.07.2021
- А.Лопаткина. Уроки древнерусского искусства. Книги серии «Святые России»

### Телепередачи
- К. Ковалев-Случевский. Беседа с создателями серии книг «Святые России». Телеканал «Союз». (2019)
- В. А. Степашкин Беседа с создателями новой книги из серии книг «Святые России». Телеканал Союз. (2016)